# James G. Moore
James G. Moore (* 30. April 1930 in Palo Alto) ist ein US-amerikanischer Geologe und Vulkanologe.
Moore studierte Geologie an der Stanford University mit dem Bachelor-Abschluss 1951 und an der University of Washington mit dem Master-Abschluss 1952 und wurde 1955 an der Johns Hopkins University promoviert. Ab 1956 war er beim US Geological Survey, bei dem er 1962 bis 1964 für das Hawaii-Vulkanobservatorium zuständig war. Später war er Leiter der Abteilung Feld-Geochemie und Petrologie.
Moore kartierte Granite in der südlichen Sierra Nevada und entdeckte ein Bruchsystem (Independence Dike Swarm), das die Sierra-Granite in zwei Hauptgruppen teilte. Auf Hawaii entdeckte er zwei große submarine Landrutsche und er war 1962 leitender Geologe auf dem Forschungsschiff Pioneer, das erste unterseeische Aufnahmen von Kissenlava machte. In den frühen 1970er Jahren tauchte er selbst vor Hawaii, um unterseeische aktive Lavaflüsse vom Kilauea zu beobachten. 1974 war er am französisch-US-amerikanischen Famous-Projekt beteiligt, bei dem mit dem Tauchschiff Alvin (unter Beteiligung von Robert Ballard) am mittelatlantischen Rücken Proben genommen wurden und geologisch kartiert wurden. In den 1980er Jahren nahm er am Gloria-Projekt der unterseeischen Kartierung der Umgebung von Hawaii teil, wobei einige Dutzend große Landrutschungen entdeckt wurden. 1995 unternahm er ähnliche Erkundungen am Lake Tahoe und eines großen Erdrutsches im See. 1965 beobachtete er im Auftrag der US-Regierung den Ausbruch des Taal auf den Philippinen und 1968 des Mayon, wobei er die Geschwindigkeit pyroklastischer Ströme maß. 1979 war er an Bohrungen am Surtsey-Vulkan beteiligt, der 1963 bis 1967 in Island entstand. Dabei wurden zwei Schlote entdeckt (Diatreme), was durch Bohrungen 2017 bestätigt wurde. 1999 war er an einer 3 km tiefen Bohrung am Mauna Loa beteiligt. Beim Ausbruch des Mount St. Helens 1980 maß er die Deformation des Vulkans und untersuchte den Vulkan und seine Umgebung nach dem Ausbruch.
2002 erhielt er den U.S. Department of the Interior Distinguished Service Award und 2020 die Penrose-Medaille. 

## Schriften (Auswahl)
- mit R. D. Ballard: Photographic Atlas of the Mid-Atlantic Ridge Rift Valley, Springer 1977
- Exploring the Highest Sierra, Stanford University Press, 2000
- King of the 40th Parallel, Discovery in the American West, Stanford University Press 2006